# Étoile multiple

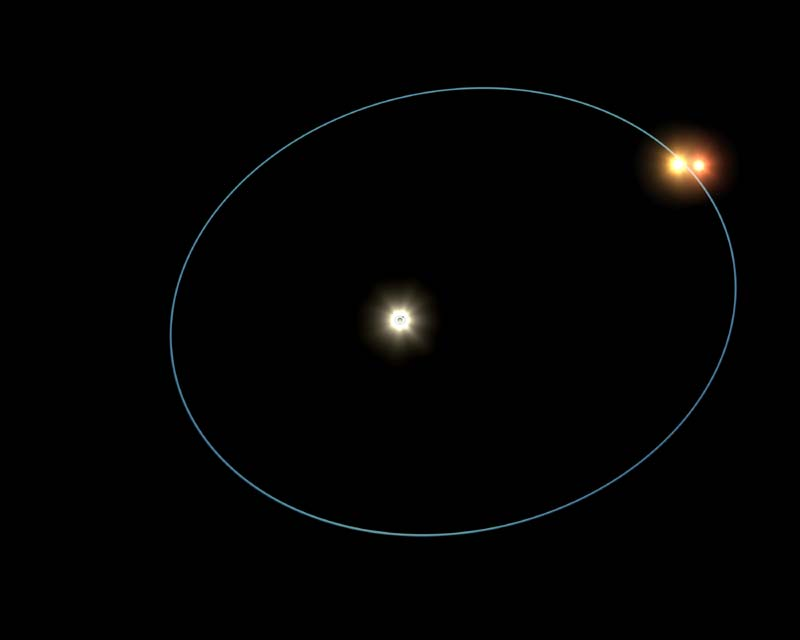
Vue d'artiste de HD 188753, un système à trois étoiles

Une étoile multiple est un système stellaire composé de trois étoiles ou plus. Ni les étoiles doubles (deux étoiles) ni les amas stellaires (plusieurs dizaines d'étoiles) ne sont considérés comme des étoiles multiples. Il existe des systèmes ternaires (ou triples), c'est-à-dire à trois étoiles, tels qu'Alpha Centauri ou Acrux ou d'autres systèmes encore plus complexes à quatre, cinq, six étoiles.
La plupart des étoiles multiples sont organisées de manière hiérarchique, avec de petites orbites imbriquées dans les grandes orbites. Dans ces systèmes, il existe peu d'interactions entre les orbites et, comme dans les étoiles binaires, les orbites sont stables.

## Système triple
Dans le cas d'un système triple où une étoile orbite autour des deux autres et leur transfère de la matière, les propriétés du lobe de Roche et du point de Lagrange L1 associés pourraient avoir une signature détectable depuis la Terre.